# Маберли, Кейт
Кейт Элизабет Кемерон Маберли (англ. Kate Elizabeth Cameron Maberly; род. 14 марта 1982, Рейгейт, Суррей) — британская актриса, продюсер, режиссёр и музыкант.

## Биография
Кейт Маберли родилась 14 марта 1982 года в Рейгейте, Суррей, Великобритания в семье юриста. Ее старшая сестра Полли тоже актриса. У неё есть также два старших брата, Томас и Гай, и один младший брат, Джек. Она училась в школе Дунотар в Рейгейте. В возрасте 5 лет начала участвовать в соревнованиях по плаванию и была чемпионом округа по плаванию до 16 лет. В 7 лет завершила BT National Swimathon (как самая молодая участница, завершившая мероприятие на тот момент), чтобы собрать деньги для фонда помощи детям с эпилепсией. Она представляла свой округ в теннисе с 12 лет, а в 2004—2010 годах выступала за теннисную лигу Royal Parks в Лондоне. Начала играть на фортепиано в возрасте 6 лет, а в 14 отправилась в Венецию с камерным ансамблем Dunottar, чтобы выступить в качестве солирующего пианиста в исполнении фортепианного концерта № 23 Моцарта (K488). В школе она играла на фортепиано и виолончели и продолжила учиться в лондонском музыкальном колледже Тринити, который окончила в 2004 году с отличием по совместному мастерству игры на фортепиано и виолончели. Она также сочиняет музыку и поёт джаз, а также выступала в лондонском джазовом заведении Pizza on the Park.
В 1993 году дебютировала в кино в роли Мэри Леннокс в художественном фильме «Таинственный сад». Фильм режиссёра Агнешки Холланд получил международное признание и стал семейной классикой. Эта роль проложила ей путь к последующим главным ролям, в том числе: Дине Беллман в «Лангольерах», Глюмдальклич в «Путешествиях Гулливера» , Айре в «Поле дружбы» и Ванессе в «Время матери».
Вернувшись в Великобританию, Маберли продолжила работать над различными историческими драмами для BBC, в том числе: «Англосаксонские отношения», получивший премию БАФТА; «Виктория и Альберт», «Волшебная страна». Она вышла на сцену в роли Джульетты в постановке «Ромео и Джульетта», а затем в роли Матильды в «Полном затмении» в лондонском Королевском придворном театре.
После окончания университета она снялась в таких художественных фильмах, как «Читая мысли», «Попкорн», «Обряд посвящения», «Вставая». В 2007 году Маберли объединилась с продюсером, чтобы записать несколько своих собственных песен для мини-альбома. В 2015 году написала сценарий, срежиссировала и спродюсировала короткометражный фильм «Сверхзвуковой планер Чарли», который открыл Голливудский кинофестиваль.
Она вошла в список «10 британцев, достойных внимания в 2017 году» по версии Variety.

## Работы

### Фильмография
- 1991 — / Ex — Кристина
- 1992 — / Anglo Saxon Attitudes (телесериал) — юная Кэй
- 1993 — Таинственный сад / The Secret Garden — Мэри Леннокс
- 1995 — Лангольеры / The Langoliers — Дайна
- 1995 — / Friendship’s Field — Айра
- 1996 — Путешествия Гулливера / Gulliver’s Travels — Глюмдальклич
- 1997 — / Gobble — Пиппа Уорсфолд
- 1997 — / Mothertime — Ванесса
- 1998 — Тайны Египта / Mysteries of Egypt — внучка
- 1999 — Крыжовник не танцует / Gooseberries Don’t Dance
- 2000 — Последняя из блондинок-красоток / The Last of the Blonde Bombshells — юная Мэделлин
- 2001 — Виктория и Альберт / Victoria & Albert — принцесса Элис
- 2001 — Убийства в Мидсомере / Midsomer Murders — Холи Рейд — 1 эпизод
- 2002 — Симон: Английский легионер / Simon: An English Legionnaire — Дженнифер
- 2002 — Детектив Джек Фрост (телесериал) / A Touch of Frost — Мэлани Монктон — 2 эпизода
- 2002 — / Daniel Deronda — Кейт Мэйрик
- 2004 — Волшебная страна / Finding Neverland — Венди
- 2004 — / The Audition — Люси Кэррингтон
- 2006 — Читая мысли / Like Minds — Сьюзан
- 2007 — Попкорн / Popcorn — Энни
- 2008 — Бугимен 3 / Boogeyman 3 — Дженнифер
- 2011 — История Бонни и Клайда / The Story of Bonnie and Clyde

### Работы на радио
- The Shoemaker’s Daughter
- The Dora Bella Variation
- «Маленькие женщины»
- Walls Of Silence
- National Velvet
- A Certain Smile
- My Wounded Heart

### Театр
- Джульетта в «Ромео и Джульетте»

### Другие работы
- Catherine Called Birdie (читает аудиокнигу)
- Voice for Braniff Airway’s B-Liner video
- A voiceover for «The Origins of the Arabian», a documentary on horses.
- Voice for «Ordynek, Bringing The Pride of Poland to Texas».
- Produced and co-directed a music video for Blooq aka Triggerbox.